# Eugene Nida
Eugene Albert Nida (ur. 11 listopada 1914 w Oklahoma City, zm. 25 sierpnia 2011 w Madrycie) – amerykański lingwista i teoretyk przekładu biblijnego uznawany za jednego z czołowych badaczy we współczesnych studiach nad teorią tłumaczenia. Jest twórcą teorii ekwiwalencji dynamicznej (funkcjonalnej).

## Życiorys
Eugene Nida urodził się 11 listopada w Oklahomie, w stanie Oklahoma. Został chrześcijaninem w młodym wieku, do czego przyczyniły się słowa, żeby „uznać Chrystusa za swojego zbawcę”, które usłyszał w kościele.
Otrzymał dyplom z wyróżnieniem na Uniwersytecie Kalifornijskim w 1936 r. Następnie uczęszczał do lingwistycznej szkoły Camp Wycliff, gdzie wykładano teorię przekładu biblijnego. Przez krótki czas był na misji w stanie Chihuauha w Meksyku, jednak ze względu na problemy zdrowotne, związane z niewłaściwą dietą i wysokim położeniem terenów, opuścił kraj. W międzyczasie został założycielem i członkiem Wycliffe Bible Translators.
W 1937 r. rozpoczął studia w Uniwersytecie Karoliny Południowej, gdzie po dwóch latach otrzymał stopień magistra w grece Nowego Testamentu. W tym samym roku rozpoczął tymczasowo pełnić funkcję pastora w Calvary Church of Santa Ana w Kalifornii. Pomimo swojego konserwatywnego wykształcenia, w późniejszych latach Nida prezentował podejście coraz bardziej ekumeniczne i zgodne z nowym ewangelikalizmem.
Nida w 1943 r. otrzymał stopień doktora językoznawstwa na Uniwersytecie Michigan. W tym samym roku został wyświęcony na baptyjskiego pastora i poślubił Altheę Lucillę Sprague, która zmarła w 1993 r. Nida ożenił się ponownie w 1997 r. z Marią Eleną Fernandez-Mirandą, prawnikiem i attaché dyplomatycznym.
Na początku lat 80. Nida odszedł na emeryturę. Nie zaprzestał dawania wykładów w uniwersytetach na całym świecie. Mieszkał w Madrycie i Brukseli. Zmarł w Madrycie 25 sierpnia 2011 r. Miał wtedy 96 lat.

### Kariera
W 1943 r. Nida rozpoczął pracę jako lingwista w Amerykańskim Towarzystwie Biblijnym. W krótkim czasie awansował na stanowisko Associate Secretary for Versions, następnie pracował jako Executive Secretary for Translations, aż do momentu przejścia na emeryturę.
Nida odegrał kluczową rolę podczas budowania pomostu między Watykanem i Zjednoczonymi Towarzystwami Biblijnymi, który miał pomóc w stworzeniu międzywyznaniowej wersji Biblii. Prace nad nią rozpoczęto w 1968 r. i prowadzono je w zgodzie z opisaną przez Nidę zasadą ekwiwalencji funkcjonalnej.

## Teorie naukowe
Nida jest uznawany za jednego z ważniejszych naukowców związanych z teorią przekładu i językoznawstwem.
Jego rozprawa doktorska pt. A synopsis of English Syntax była pierwszą wieloaspektową analizą pierwszego języka zgodną z teorią "immediate-constituent". Napisana przez niego książka pt. Morphology: The Descriptive Analysis of Words jest uznawana za jedną z ważniejszych pozycji amerykańskiego strukturalizmu.
Za najważniejszy wkład Nidy w rozwój teorii tłumaczeń uważa się stworzoną i opisaną przez niego teorię ekwiwalencji dynamicznej (funkcjonalnej), wedle której tłumacz skupia się "nie tyle na samym tekście źródłowym, lecz na sposobie, w jaki tłumaczenie tego tekstu zostanie odebrane".
Nida jest również autorem techniki "componential analysis".
Nida wraz z Lawrence’em Venutim udowodnili, że przekładoznawstwo jest dyscypliną złożoną o wiele bardziej, niż mogło się to początkowo wydawać. Jednym z argumentów przemawiających za taką tezą jest fakt, że tłumacz musi zdekonstruować tekst na poziomie wewnątrztekstowym i zdekodować go na poziomie odniesień do specyfiki kulturowej, idiomatycznej i figuratywnej. Taka analiza pozwala na zrozumienie tekstu źródłowego i przystąpienie do tłumaczenia, które jest nie tylko przeniesieniem znaczenia poszczególnych słów w danym kontekście, lecz także odtwarza znaczenie, które oryginalny tekst niesie ze sobą w ramach systemu językowego tłumacza.
Nida został skrytykowany za kontrowersyjną zmianę wprowadzoną do Revised Standard Version Bible, w ramach której miał usunąć słowo "dziewica" z księgi Izajasza 7:14. Jak zauważa jednak Peter Thusesen w swojej książce In Discordance with the Scriptures, Nida nie był członkiem zespołu zajmującego się tymi zmianami.
Za najbardziej znaczący wkład, jaki Eugene Nida wniósł do teorii przekładu, uważane jest stworzenie pojęcia ekwiwalencji dynamicznej, znanej również jako ekwiwalencja funkcjonalna. Nida jest również autorem techniki „analizy składniowej”, w ramach której słowa są rozdzielane na ich części składowe, co ma na celu określenie ekwiwalencji w przekładzie [np. „bachelor” (tłum. „kawaler”) = mężczyzna + nieżonaty]. Nie jest to prawdopodobnie najlepszy przykład opisywanej techniki, jest jednak z pewnością najbardziej znany.
Teoria ekwiwalencji dynamicznej jest często ukazywana w zestawieniu z opozycyjnymi poglądów filologów, którzy utrzymują, że zrozumienie tekstu źródłowego można osiągnąć przez ocenę interakcji między słowami na danej stronie, oraz że znaczenie jest samowystarczalne w obrębie tekstu (np. jest skoncentrowane o wiele bardziej na osiąganiu ekwiwalencji semantycznej).
Opisana powyżej teoria, wraz z innymi teoriami dotyczącymi ekwiwalencji w przekładzie, jest przedstawiona w eseju Principles of Correspondence („Principles of Correspondence”, Nida, Venuti, 153-167), który Nida rozpoczyna od stwierdzenia, że „żadne dwa języki nie są identyczne, ani w znaczeniu, które jest nadawane korespondującym ze sobą znakom, ani w sposobie, który określa, jak znaki są łączone w wyrażenia oraz zdania. Jest więc rzeczą zrozumiałą, że nie istnieje całkowita ekwiwalencja między językami. Wynika z tego, że nie ma w pełni dokładnego przekładu” (Nida, Venuti, 153). Efekt przekładu może być bliski oryginałowi, nie jest jednak możliwe zachowanie identyczności w zakresie szczegółów.
Następnie Nida przedstawił różnice w podejściu do tłumaczeń, które uznał za godne uwzględnienia, i zawarł je w trzech podstawowych punktach:
1. Charakter wiadomości – w niektórych wiadomościach to ich treść powinna być czynnikiem decydującym o sposobie tłumaczenia; w innych to forma przekazu powinna zostać potraktowana priorytetowo;
2. Motywacja autora oraz tłumacza: żeby przekazać informację zarówno pod postacią treści, jak i formy; dążenie do pełnego zrozumienia przekazu przez czytelnika, tak aby mógł pojąć zarówno jego pełne znaczenie, jak i znaczenie szczegółowe poszczególnych części przekazu; do celów nadrzędnych, których celem jest nie tylko zrozumienie przekładu, lecz także dbałość o brak nieporozumień w obrębie przekładu.
3. Rodzaj odbiorców: potencjalni odbiorcy różnią się zarówno jeśli chodzi o zdolność dekodowania przekazu, jak i ich potencjalne zainteresowanie. Nida przypomina, że skoro w tłumaczeniu nie istnieją „identyczne ekwiwalenty”, celem tłumacza jest znalezienie „najbliższego, naturalnego ekwiwalentu”. Nida wyszczególnia dwa podstawowe kierunki w tłumaczeniach, które opierają się na dwóch różnych typach ekwiwalencji: ekwiwalencji formalnej oraz ekwiwalencji dynamicznej.

### Typy ekwiwalencji
Ekwiwalencja formalna i dynamiczna to dwa typy ekwiwalencji tłumaczeniowej, które wyróżnił Eugene Nida. Ekwiwalencja to odpowiedniość między tekstem źródłowym a tekstem docelowym tłumaczenia (lub jego poszczególnymi poziomami, np. zdaniem, wyrazem, itd.). Oba te terminy, obecnie szeroko stosowane w teorii tłumaczenia, badacz ukuł w latach 60. XX wieku.

#### Ekwiwalencja formalna
Ten typ ekwiwalencji koncentruje się wokół samego komunikatu – jego formy i treści. Zadaniem, jakie stawia sobie tłumacz jest tutaj oddanie formy i treści w możliwie dosłowny, a zarazem zrozumiały sposób. Przekład wykonany w duchu ekwiwalencji formalnej często wymaga dodatkowych przypisów, które pozwolą czytelnikowi zrozumieć dosłownie przetłumaczone fragmenty tekstu, które zawierają elementy kultury zupełnie mu nieznane. Ekwiwalencję formalną nazywa się również ekwiwalencją strukturalną, ze względu na dążenie do osiągnięcia strukturalnego podobieństwa zarówno pod względem składni, jak i tematyki. Ekwiwalencja tego typu była początkowo uważana za jedyny prawidłowy sposób tłumaczenia Biblii, ponieważ istniało przeświadczenie, że każda zmiana na poziomie gramatycznym czy strukturalnym może prowadzić do zniekształcenia autentycznego przekazu Pisma Świętego. To samo miało miejsce w przypadku tłumaczeń technicznych, prawnych, które miały być tłumaczone wyłącznie literalnie. Dopiero czasy współczesne pozwoliły spojrzeć z innej perspektywy na teksty specjalistyczne i docenić znaczenie ekwiwalencji dynamicznej w tłumaczeniu tego typu tekstów.

#### Ekwiwalencja dynamiczna
Ekwiwalencja dynamiczna, w przeciwieństwie do formalnej, jest ukierunkowana na naturalność wypowiedzi. Ten typ ekwiwalencji ma na celu wykorzystanie idiomatycznych możliwości języka i nawiązuje do sposobów zachowania właściwych danej kulturze. Ten typ można sprowadzić do zasady osiągnięcia ekwiwalentnego efektu, czyli skłonienie odbiorcy przekładu do zareagowania w taki sam sposób, w jaki zareagowałby czytelnik oryginału. W związku z tym przetłumaczony tekst będzie funkcjonował w środowisku docelowym, w podobny sposób, w jaki oryginał funkcjonuje w swoim pierwotnym kontekście. Jest to swego rodzaju przekład z kultury na kulturę, ponieważ najważniejsze jest tutaj osiągnięcie zadowalającego poziomu komunikacji. Ekwiwalencja dynamiczna jest zatem bardziej zorientowana na odbiorcę docelowego niż na tekst źródłowy. W przeciwieństwie do ekwiwalencji formalnej, która faworyzuje tekst źródłowy. Dynamiczny przekład zachowuje ducha oryginału, nawet jeśli wiąże się to z wprowadzeniem pewnego rodzaju modyfikacji. Na przykład fraza "święty pocałunek", która pojawia się w Nowym Testamencie jako tradycyjna forma powitania w ekstremalnym przypadku ekwiwalencji dynamicznej może zostać przekształcona w "serdeczny uścisk dłoni", zakładając, że jest to bardziej zrozumiałe dla odbiorcy. Ekwiwalencję dynamiczną jest bardzo trudno osiągnąć, ponieważ rodzi wiele trudności i wymaga większej wiedzy na temat kultury źródłowej i docelowej. W późniejszych pracach Eugene Nida używa określenia ekwiwalencja funkcjonalna ze względu na rosnące zainteresowanie funkcją przekładu i jego oddziaływaniem na odbiorcę.
Eugene Nida podkreśla w artykule pod tytułem "Zasady odpowiedniości", w oryginalnej wersji angielskiej Principles of Correspondence, że pomiędzy ekwiwalencją formalną i dynamiczną istnieje szereg stopni pośrednich. Obecnie jednak dominuje podejście dynamiczne do procesu tłumaczenia, zarówno wśród tłumaczy jak i literatów oraz wydawców, którzy uważają ten typ za bardziej efektywny.

## Publikacje

### Publikacje książkowe
1. Bible Translating: An Analysis of Principles and Procedures, with Special Reference to Aboriginal Languages. New York: American Bible Society, 1947. Repr., London: United Bible Societies, 1961.
2. Componential Analysis of Meaning: An Introduction to Semantic Structures. The Hague: Mouton, 1975. Contexts in Translating. Amsterdam: John Benjamins, 2001.
3. Customs and Cultures: Anthropology for Christian Missions. New York: Harper and Row, 1954. Repr., Pasadena, Calif.: William Carey, 1975.
4. Exploring Semantic Structures. Munich: Wilhelm Fink, 1975.
5. Fascinated by Languages. Amsterdam: John Benjamins, 2003.
6. God’s Word in Man’s Language. New York: Harper and Brothers, 1952.
7. Good News for Everyone: How to Use the Good News Bible (Today's English Version). Waco, Tex.: Word Books, 1977.
8. Language Structure and Translation: Essays by Eugene A. Nida. Edited by Answar Dil. Stanford, Calif.: Stanford University Press, 1975.
9. Learning a Foreign Language: A Handbook Prepared Especially for Missionaries. Ann Arbor, Mich.: Friendship Press, 1957.
10. Message and Mission: The Communication of the Christian Faith. New York: Harper and Row, 1960. Rev. ed. with preface by Charles Kraft. Pasadena, Calif.: William Carey, 1990.
11. Morphology: The Descriptive Analysis of Words. Ann Arbor, Mich.: University of Michigan, 1949, 1967.
12. Religion Across Cultures. New York: Harper and Row, 1968. Repr. Pasadena, Calif.: William Carey, 1968.
13. Signs, Sense, and Translation. Cape Town: Bible Society of South Africa, 1984.
14. Sociolinguistics of Interlingual Communication, The. Brussels: Editions du Hazard, 1996.
15. Synopsis of English Syntax, A, doctoral dissertation. Linguistic Series 4. Norman, Okla.: Summer Institute of Linguistics of the University of Oklahoma, 1960. Repr., The Hague: Mouton, 1966.
16. Toward a Science of Translating: With Special Reference to Principles and Procedures Involved in Bible Translating. Leiden: Brill, 1964.
17. Translating Meaning. San Dimas, Calif.: English Language Institute, 1982.

### Publikacje książkowe – jako współautor
1. Arichea, Daniel C. A Handbook on Paul’s Letter to the Galatians. New York: United Bible Societies, 1979.
2. A Handbook on the First Letter from Peter. New York: United Bible Societies, 1980. Bratcher, Robert G. A Handbook on the Gospel of Mark. New York: United Bible Societies, 1961
3. A Handbook on Paul’s Letters to the Colossians and to Philemon. New York: United Bible Societies, 1977.
4. A Handbook on Paul’s letter to the Ephesians. New York: United Bible Societies, 1982. de Waard, Jan. A Handbook on the Book of Ruth. New York: United Bible Societies, 1973. From One Language to Another. Functional Equivalence in Bible Translating. Nashville: Nelson, 1986.
5. Ellingworth, Paul E. A Handbook on Paul’s Letters to the Thessalonians. New York: United Bible Societies, 1975.
6.A Handbook on the Letter to the Hebrews. New York: United Bible Societies, 1983. Loh, I-Jin. A Handbook on Paul’s Letter to the Philippians. New York: United Bible Societies, 1977.
7. Louw, Johannes P. 1988. Greek-English Lexicon of the New Testament Based on Semantic Domains. New York: American Bible Society, 1988. Newman, Barclay M. A Handbook on the Acts of the Apostles. New York: United Bible Societies, 1972.
8. A Handbook on Paul’s Letter to the Romans. New York: United Bible Societies, 1973. A Handbook on the Gospel of John. New York: United Bible Societies, 1980. North, Eric M. Book of a Thousand Tongues. London, England: United Bible Societies, 1972.
9. Price, Brynmor F. A Handbook on the Book of Jonah. New York: United Bible Societies, 1978. Reyburn, William D. Reyburn. Understanding Latin Americans. Pasadena, Calif.: William Carey, 1974.
10. Meaning across Cultures: A Study on Bible Translating. Maryknoll, N.Y.: Orbis, 1981.
11. Smalley, William A. Introducing Animism. New York: Friendship, 1959.
12. Taber, Charles R. The Theory and Practice of Translation. Leiden: Brill; and New York: United Bible Societies, 1969.

### Artykuły
1. “Analysis of Meaning and Dictionary Making.” International Journal of American Linguistics, 24 (1958): 279-92.
2. “Bible Translation.” Routledge Encyclopedia of Translation Studies. Edited by Mona Baker. London: Routledge, 1998 (22-28).
3. “Bible Translation for the Eighties.” International Review of Mission 70/279 (1981): 130-139.
4. “Bible Translator’s Use of Receptor-Language Texts, The.” The Bible Translator 11 (1960): 82-86. “Formal Correspondence in Translation.” The Bible Translator 21 (1970): 105-13.
5. “Linguistics and Ethnology in Translation-Problems.” Pages 90-97 in Language in Culture and Society: A Reader in Linguistics and Anthropology. Edited by Dell Hymes. New York: Harper & Row, 1964.
6. “Multimedia Communication of the Biblical Message.” Pages 119-31 in Fidelity and Translation. Edited by Paul A. Soukup and Robert Hodgson. New York: American Bible Society, 1999.
7. “My Pilgrimage in Mission.” International Bulletin of Missionary Research 12 (1988): 62-65. “Principles of Translation as Exemplified by Bible Translating.” Pages 11-31 in On Translation. Edited by Reuben A. Brower: Cambridge, Mass.: Harvard University Press, 1959.
8. “Relationship of Social Structure to the Problems of Evangelism in Latin America, The.” Practical Anthropology 5 (1958) 101-23.
9. “Selection of a Translation Team, The.” The Bible Translator 31 (1980): 434-437.
10. “Similar but Different.” Pages 15-24 in Similarity and Difference in Translation: Proceedings of the International Conference on Similarity and Translation. Edited by Stefano Arduini and Robert Hodgson. Rimini, Italy: Guaraldi, 2004. Repr., Rome: Edizioni di Storia e Letteratura, 2007. “Theories of Translation.” Pages 512-15 in vol. 6 of The Anchor Bible Dictionary. Edited by D. N. Freedman, et al. 6 vols. New York: Doubleday, 1992.